# Карлос Алберто Паррейра
Ка́рлос Албе́рто Парре́йра (порт. Carlos Alberto Parreira, нар. 27 лютого 1943, Ріо-де-Жанейро) — бразильський футбольний тренер.
За свою кар'єру тричі керував збірною Бразилії, також працював зі збірними Кувейту, Саудівської Аравії, ОАЕ, Гани та ПАР. Шість разів їздив як головний тренер на «мундіалі»: в 1982 році з Кувейтом, в 1990 — з ОАЕ, в 1994 і 2006 — з Бразилією, в 1998 — з Саудівською Аравією і в 2010 з ПАР.
За більш ніж 40-річну тренерську кар'єру Паррейра керував лише двома європейськими клубами — «Валенсією» та «Фенербахче» в період 1994–1996 років, ставши з останнім чемпіоном Туреччини. Всі інші очолювані ним клуби, крім американського «Нью-Йорк Метростарс», були з рідного бразильського чемпіонату, який Паррейра також виграв на чолі «Флуміненсе» у 1984 році. А 2002 року з «Корінтіансом» вигравав і кубок Бразилії.
Проте найбільші досягнення тренер здобув на чолі збірної Бразилії, з якою став чемпіоном світу, а також володарем Кубка Америки та Кубка Конфедерацій.

## Кар'єра тренера

### Початок роботи
Народився 27 лютого 1943 року в Ріо-де-Жанейро. З футболом майбутній тренер познайомився лише в 23-річному віці, коли він, студент факультету фізичного виховання, писав курсову роботу про футбол. Саме під час її написання Карлос Алберто Паррейра і зацікавився цією грою. Як казав потім сам наставник, відсутність досвіду як футболіста аніскільки не заважало йому зрозуміти суть футболу, адже так він міг бачити ті речі, які не могли осягнути професійні гравці. На практику Паррейру відправили до дворазового чемпіона світу Маріо Загалло, який в той час лише починав свою тренерську діяльність в «Ботафогу». Маріо Загалло одразу ж оцінив нестандартне мислення свого практиканта та порадив тому продовжити тренерську діяльність і після отримання диплома.
|                           | Практику проходив в «Ботафогу» у Маріо Загалло. Ось він-то і розгледів у мені потенціал тренера, порадивши присвятити себе цій справі. Я міг гарантовано стати вчителем фізкультури в коледжі, це теж престижна робота. Міг зайнятися чистою наукою. Але Загалло сказав мені: «Якщо ти реалізуєш свої задатки хоч наполовину, прославишся на весь світ. Або назавжди залишишся учителем». |
| — Карлос Алберто Паррейра | |

### Робота в Гані
Прислухавшись до настанов Загалло, Карлос Алберто Паррейра так і вчинив, і вже наступного року став головним тренером національної збірної. Саме тоді представники футбольної федерації Гани звернулися за допомогою до своїх колег з Бразилії, щоб ті прислали їм тренера. З тієї причини, що працювати в Африці багато охочих не знайшлося, то на виручку ганцям було прийнято рішення відправити молодого фахівця, яким і виявився Карлос Алберто Паррейра. Тим більше випускник факультету фізичного виховання відмінно знав англійську мову, тому найкращого кандидата на пост головного тренера національної збірної Гани бразильська федерація запропонувати не могла. Як казав сам Карлос Алберто Паррейра, йому сказали, що він їде працювати з африканською збірною як тренер з фізичної підготовки, але, як виявилося, його наділили усією повнотою влади. Бразильський наставник згадував, що найважчим у цій роботі був факт того, що практично всі футболісти збірної Гани були старшими за нього та знали в той час про футбол набагато більше молодого фахівця. Саме з цієї причини, а також через слабкі знання у футбольній тактиці, Карлос Алберто Паррейра не досягнув з «чорними зірками» ніяких успіхів, та, відпрацювавши прописаний річний контракт, повернувся на батьківщину в Бразилію.
|                           | Прийшов запит з Федерації футболу Гани. І уявіть, що бажаючих поїхати в Африку не знайшлося — запропонували мене. Я потім довго гадав, доклав тут Загалло руку чи ні, але він так за всі роки і не зізнався. Спочатку їхав в клуб «Асанте Котоко» головним тренером, а в збірну консультантом, але щось змінилося: приїжджаю, а мені контракт дають на посаду головного тренера. Довелося покрутитися, адже все було вперше. Коли їхав, думав, уроків Загалло мені надовго вистачить, а з'ясувалося, що знань замало. Загалом, опинився в становищі людини, яка плавати не вміє, а його в воду кидають. Але навчився багато чому |
| — Карлос Алберто Паррейра | |

### Повернення до Бразилії
Після повернення, довго без роботи Паррейрі сидіти не довелося. Саме тоді на посаді головного тренера національної збірної Бразилії відомого журналіста Жоана Салданью змінив Загалло. Маріо був необхідний грамотний та енергійний тренер з фізичної підготовки. Саме на цю посаду Карлос Алберто Паррейра і був запрошений. Судити про якість роботи тренера з фізичної підготовки збірної Бразилії можна по факту того, що чемпіонат світу 1970 року в Мексиці виграла саме команда Маріо Загалло, який став першим гравцем, що вигравав цей турнір і як гравець, і як тренер. Свою нагороду за перемогу на цьому турнірі отримав і Карлос Алберто Паррейра. Незабаром тренер з фізичної підготовки вже працював з олімпійською збірною Бразилії, де його повноваження були розширені.
|                           | Та у мене руки і ноги тремтіли! Один Пеле чого коштував. Вночі перед першим тренуванням не міг заснути, уявляв собі усілякі жахи. Думав, не дай Бог, хтось мен́і скаже: «Тренер, а покажіть нам, як це робити з м'ячем». Обійшлося. Потім той же Пеле говорив, що мої заняття видалися йому дуже корисними. Дуже вдячний тим гравцям за те, що вони брали поради людини зі сторони, слухалися у всьому та ніколи не показували, що вище мене в чомусь. Хоча вони були зірками, а я «фізкультурником». І в Кубку світу, який Бразилія завоювала 1970 року, є частка моєї праці |
| — Карлос Алберто Паррейра | |

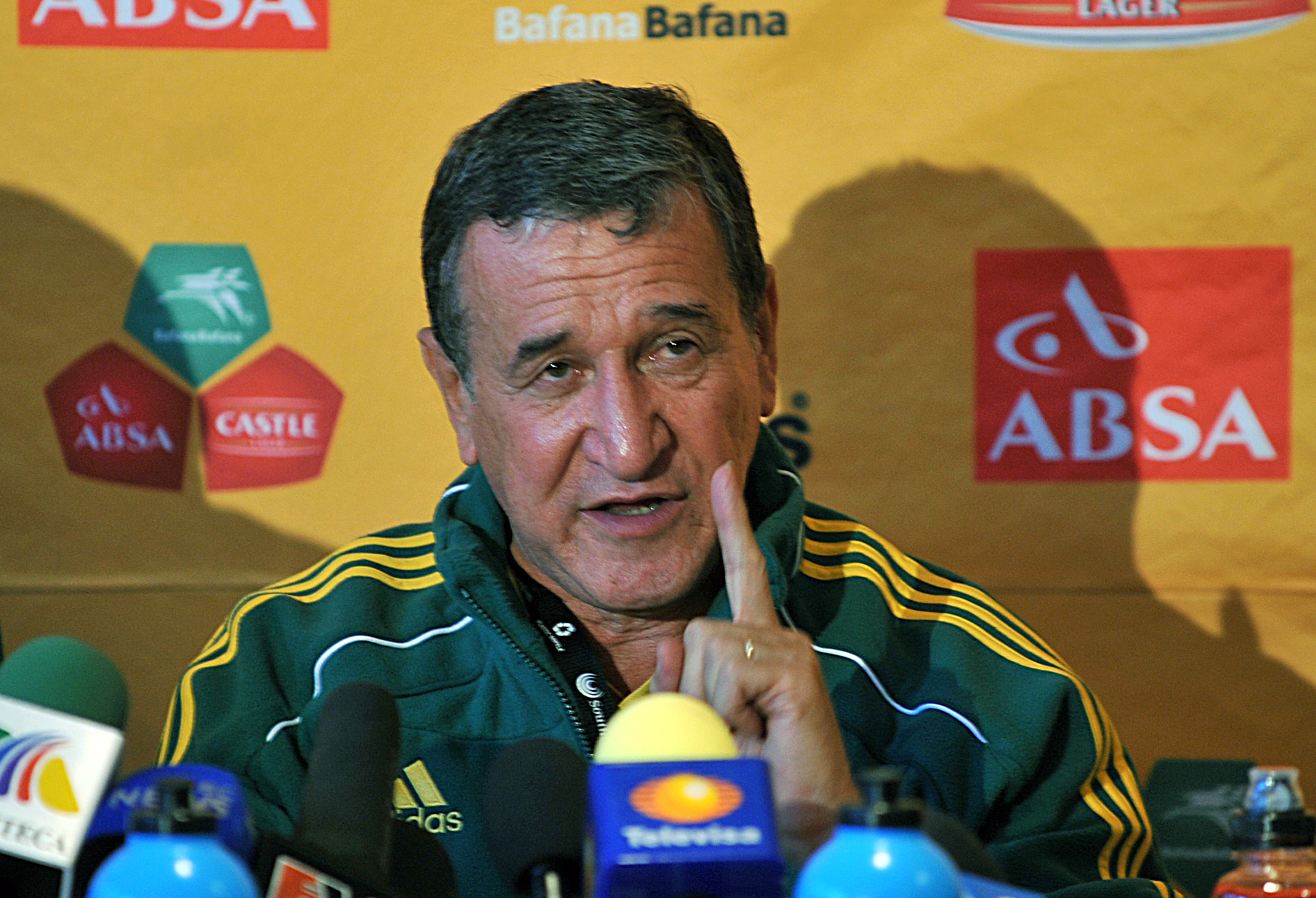
Карлос Алберто Паррейра на прес-конференції. 4 червня 2010 року

Після успішних Олімпійських ігор у Мюнхені молодий тренер був готовий приступити до самостійної діяльності, але, тим не менш, ще кілька років йому довелося попрацювати асистентом головного тренера у «Флуміненсе». Потім Паррейрі довірили самостійно керувати грандом бразильського футболу, але результати команди були такі, що пропрацювавши на своєму посту лише рік, головний тренер покинув свій пост.
|                           | Мені довірили пост у «Флуміненсе», але спочатку все складалося не дуже вдало. Я все ще залишався молодим тренером — правда, ореол перемоги 1970 року допомагав мені наполягати на своєму. Але, на жаль, у мене на батьківщині все занадто нетерплячі, і я вважав за найкраще прийняти пропозицію з Кувейту |
| — Карлос Алберто Паррейра | |

### Вояж до Кувейту
1976 року Карлос Алберто Паррейра був призначений на пост тренера національної збірної Кувейту. У перший рік своєї роботи на Близькому Сході бразилець був другим тренером команди, допомагаючи Загалло. Але після уходу Маріо 1978 року, Паррейра був призначений на пост головного тренера збірної. Бразильський наставник зміг вивести азійців на Олімпіаду в Москві, вперше в історії збірної виграти кубок Азії, а потім ще і вперше в історії вивести команду в фінальну частину чемпіонату світу 1982 року. На «мундіалі» збірна Кувейту була єдиною командою, яка представляла Азію. На самій світовій першості збірна Кувейту потрапила в одну групу з чехословаками, англійцями та французами. Команда з Близького Сходу зіграла внічию зі збірною Чехословаччини, поступилася французькій збірній та програла в практично рівному поєдинку родоначальникам футболу. До того поразка від збірної Франції з рахунком 1:4 була причиною некваліфікованого суддівства радянського судді Мирослава Ступара. І, тим не менш, після світової першості, Карлос Алберто Паррейра був визнаний як висококласний тренер не лише на Близькому Сході, а й у себе на батьківщині в Бразилії.
|                           | Завдання було не з легких: футбол в зародковому стані, що таке тренування та фізпідготовка — ніхто навіть не чув. Підопічні — ті ще кадри, куди там Пеле! У мене під керівництвом було кілька спадкоємців мільйонних статків та навіть один порівняно молодий мільйонер. І задачка не з легких — вивести Кувейт в фінал чемпіонату світу, а Азію тоді представляла лише одна країна. Перед підписанням контракту я узгодив програму розвитку футболу в країні. Домовився про те, що всі питання вирішуватимуться за спортивним принципом, знайшов порозуміння з людьми, курирував збірну. Загалом, отримав кредит довіри. А коли 1980 року ми стали першими в Азії, мені вже довіряли без застережень. І в фінальну стадію чемпіонату світу 1982 року ми пробилися. Знали б ви, скільки мені довелося попрацювати! Я багато розмовляв з усіма гравцями, заліз до них в душу. навіть трохи вивчив арабську. Хіба що іслам не прийняв, але домігся повного взаєморозуміння. Але після нашого виступу на [мундіалі] закралася думка, що він може стати останнім. Потім-то я зрозумів, що з групи з Англією, Францією та Чехословаччиною спочатку дорога була одна — додому. Але тоді мені ще й 40 не було, і хоча в федерації мені сказали величезне спасибі, зробили купу цінних подарунків та вмовляли залишитися, я був на грані відчаю. Шаблі з золотими рукоятями, арабський скакун, великий діамант, білий верблюд. Говорили, що він дуже породистий, але оцінити це я ніяк не міг. Хотів назвати Карлосом, в свою, природно, честь. На жаль, не зміг вивезти його до Бразилії. Але найбільший подарунок чекав на мене вдома — мені запропонували попрацювати з нашою національною збірною |
| — Карлос Алберто Паррейра | |

### Збірна Бразилії
На чемпіонаті світу 1982 року, незважаючи на прогнози вболівальників та фахівців, збірна Бразилії з Сократесом, Зіко і Фалькао в своєму складі так і не змогла виграти золоті медалі цього турніру. З поста головного тренера команди був звільнений Теле Сантана, а на його місце був призначений щойно прибулий з Кувейту Карлос Алберто Паррейра. Призначення нового тренера збірної було неоднозначно сприйнято багатьма вболівальниками та журналістами. В газетах писали, що призначити колишнього тренера Кувейту на аналогічний пост в Бразилії означало те саме, що й пересадити погонича верблюдів у швидкісний автомобіль. Тим не менше, свою роботу новий головний тренер команди почав з укріплення лінії оборони бразильської збірної, адже саме захист був найслабшим місце південноамериканців на чемпіонаті світу. Це дозволило бразильцям дійти до фіналу Кубка Америки 1983 року, де у двоматчевій дуелі вони поступились уругвайцям (0:2, 1:1). Водночас команда перестала грати у притаманному їй атакувальному «бразильському» стилі. Вболівальники команди обурювалися, до того ж з чотирнадцяти зіграних при новому тренері матчів в семи була зафіксована нічия. Після цього Карлос Алберто Паррейра подав у відставку, яка була одразу ж прийнята.
|                           | Після невдалого чемпіонату світу 1982 року всі дорікали збірну Сантани в нехтуванні захистом. Це дійсно було помітно. Можливо, при мені стали грати трохи менш яскраво, зате ефективніше. Я відчував, що часи романтичного футболу йдуть, і намагався будувати гру від своїх воріт. Мене не розуміли. У тому числі і гравці: ті ж Зіко, Сократес, Фалькао говорили, що не хочуть грати під керівництвом «шейха». Коли і з трибун понеслося «Паррейра — погонич верблюдів», «Тут Бразилія, а не Кувейт», «Достатньо нам арабських казок», я не витримав. Останньою краплею став виступ одного нашого відомого журналіста, який сказав, що я посередність, яка звикла вирішувати посередні задачі з посередніми гравцями. Результат відомий всім — збірна Бразилії виявилася там же, де і за чотири роки до цього, а я виграв чемпіонат країни з «Флуміненсе» та поїхав в Емірати |
| — Карлос Алберто Паррейра | |

### Повернення на Близький Схід
1984 року екс-тренер головної команди країни прийняв «Флуміненсе», одразу ж вигравши з ним золоті медалі першості Бразилії. Після цього Карлос Алберто Паррейра знову поїхав на Близький Схід, де працював головним тренером збірної Об'єднаних Арабських Еміратів, але не зміг вивести команду на чемпіонат світу. 1988 року бразильський тренер очолив збірну Саудівської Аравії, яку того ж року привів до перемоги в кубку Азії, другого в своїй кар'єрі. Незабаром Паррейра повернувся в збірну ОАЕ, з якою все ж зумів вперше в історії команди пройти у фінальну частину світової першості 1990 року в Італії. І хоча на тому мундіалі збірна ОАЕ не змогла набрати жодного очка, авторитет Карлоса Алберто Паррейра виріс ще більше, після чого його знову запросили очолити національну збірну Бразилії.

### Другий прихід до збірної Бразилії
Повернувшись на посаду головного тренера збірної Бразилії, Карлос Алберто Паррейра взяв в помічники свого друга та вчителя Маріо Загалло. І знову на головного тренера збірної країни обрушився шквал критики. Збірна Бразилії Карлоса Алберто Паррейра показувала нудну гру з мінімальною кількістю швидких атак, крім того, на Кубку Америки 1993 року команда вилетіла вже на стадій чвертьфіналу. Також під час відбіркового турніру до чемпіонату світу 1994 року в США команда зазнала ряд поразок, що також не робило головному тренеру команди честі. Проте все ж збірна Бразилії пробилася у фінальну частину мундіалю 1994 року. В заявку Карлоса Алберто Паррейра на світову першість потрапив сімнадцятирічний хлопець, якого звали Роналдо. І, незважаючи на те, що «зубастик» весь турнір просидів на лавці запасних, Карлос Алберто Паррейра вже тоді говорив, що у нього попереду фантастичне майбутнє. Паррейра одразу став відштовхуватися від незвичних бразильцям принципів. Серйозну увагу було приділено дисципліні: типове бразильське піжонство та нехлюйство Паррейра викорінив зі збірної. Крім цього, команда стала більше відпрацьовувати в обороні, часом відверто вдаючись до утримання рахунку. Центр поля, де нещодавно відзначався витончений Фалькао, зайняли в'язкі великовагові руйнівники Мауро Сілва, Дунга і Раї.
На самому турнірі збірна Бразилії, у складі якої грали такі зіркові форварди як Ромаріу та Бебето, не показувала фірмової атакуючої гри південноамериканців, а виділялась прагматизмом. Під час турніру команда здобула лише одну крупну перемогу, та й то над відверто слабким в той період Камеруном (3:0). З величезними труднощами були обіграні в 1/4 фіналу господарі — американці (1:0). Фінал проти італійців став в першу чергу змаганням нервів. Перемога була досягнута по пенальті і збірна Бразилії виграла свій четвертий чемпіонський титул в історії. Одразу ж після церемонії нагородження Карлос Алберто Паррейра подав у відставку, сказавши, що ця перемога відняла кілька років його життя.
|                           | Ситуація тоді була зовсім інша. Бразилія переживала своєрідний перехід через пустелю, переживала період поразок в кубках світу, що затяглася майже на чверть століття. Наша оборона більше не могла дозволити собі пропускати таку кількість ідіотських м'ячів. Водночас проти Голландії, зігравши 3:2, ми показали вміння діяти від оборони, коли того вимагає положення в грі. Чи не правда, переможцем в кінцевому підсумку виявляється той, хто вміє найкраще пристосуватися до суперника та обставин |
| — Карлос Алберто Паррейра | |

### Кар'єра після чемпіонства
1994 року бразильський тренер очолив іспанську «Валенсію», а рік по тому прийняв турецький «Фенербахче», вигравши з командою чемпіонський титул. Потім Карлос Алберто Паррейра тренував бразильський клуб «Сан-Паулу» та американський «Нью-Йорк Метростарс».

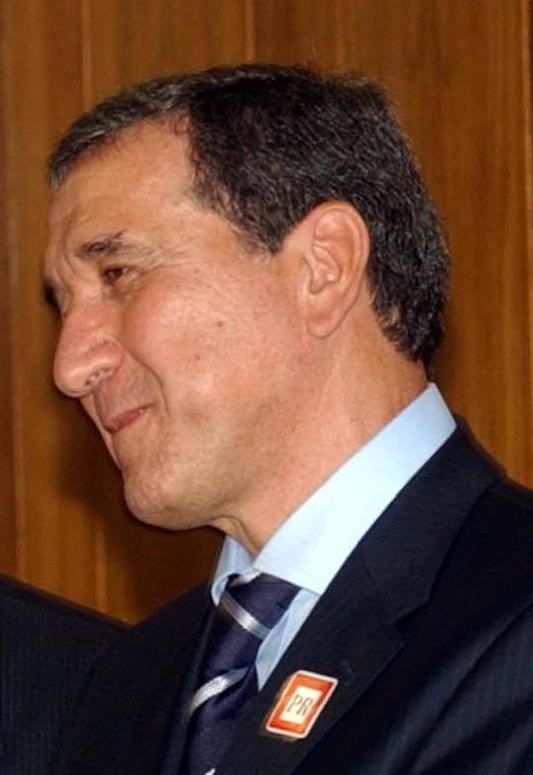
Карлос Алберто Паррейра у 2004 році

Напередодні чемпіонату світу 1998 року бразильського фахівця вдруге запросили тренувати збірну Саудівської Аравії. Команда без проблем пройшла відбірковий етап, а перед фінальним турніром перед тренером ставилося завдання пройти в одну четверту фіналу світової першості. Але азійська команда програла перші два матчі господарям турніру французам та данцям, після чого принц Саудівської Аравії звільнив бразильського тренера, не чекаючи закінчення групового турніру.
|                           | На чемпіонат світу 1998 року ми потрапили, причому достроково. Спочатку мова про більше і не йшла. Але наші поразки в групі були сприйняті дуже неадекватно — чиновник королівських кровей був нетерплячий та погано уявляв собі розклад сил. Від мене, мабуть, чекали дива — я вже вигравав золото зі збірною Бразилії 1994 року, чемпіонат Туреччини з «Фенербахче», а саудівці вже мали досвід гри в плей-оф. Ось принц і погарячкував. Втім, я сприйняв звільнення спокійно, з розумінням |
| — Карлос Алберто Паррейра | |

### Третій прихід до збірної Бразилії
Після чемпіонату світу 1998 року Карлос Алберто Паррейра очолював бразильські клуби «Флуміненсе», «Атлетіко Мінейру», «Сантус», «Інтернасьйонал» та «Корінтіанс», після чого 2003 року його знову запросили на посаду головного тренера збірної Бразилії. Карлос Алберто Паррейра піддався на вмовляння свого старого друга Маріо Загалло, очоливши, таким чином, головну команду країни втретє.
Того ж року бразильці під керівництвом Паррейри провалили Кубок конфедерацій у Франції, де не змогли вийти з групи, але надалі результати команди значно покращились і вже наступного року команда виграла Кубок Америки, а через рік — Кубок конфедерацій у Німеччині. Крім того, збірна Бразилії упевнено виграла південноамериканський відбір до світової першості 2006 року. На самому «мундіалі» бразильці виграли всі три поєдинки групового етапу, де їх суперниками були збірні Хорватії, Австралії та Японії. В одній восьмій фіналу збірна Бразилії впевнено обіграла збірну Гани з рахунком 3:0, але вже на наступному етапі турніру зазнала поразки від збірної Франції, пропустивши гол від найкращого гравця всього турніру Зінедіна Зідана на 57 хвилині матчу. Після цього команда Карлоса Алберто Паррейра, якій пророкували повторення успіху чотирирічної давнини, покинула турнір, а сам фахівець припинив роботу у збірній.
|                           | Спочатку я рішуче відкинув пропозицію Конфедерації футболу Бразилії та мав намір і далі курирувати в технічній дирекції збірні різних вікових категорій, причому без претензій на тренерську лаву. Але Загалло подзвонив мені, нагадав 70-й рік, в який я дебютував під його началом на мексиканському мундіалі в ролі тренера з фізпідготовки. Нагадав мені наші спільні роботи на узбережжі Перської затоки і, нарешті, тріумфальну кампанію мундіалю-94. Іншими словами, він пробив пролом в моєму упорстві, і ціла хвиля спогадів захлеснула мене. Я розчулився і дав себе переконати. Що вдієш, дружба, тепло відносин людей, які в вас вірять, — все це теж частина футболу. Ці люди чинять на вас позитивний вплив, змушують братися за нездійсненні місії |
| — Карлос Алберто Паррейра | |

### Збірна ПАР

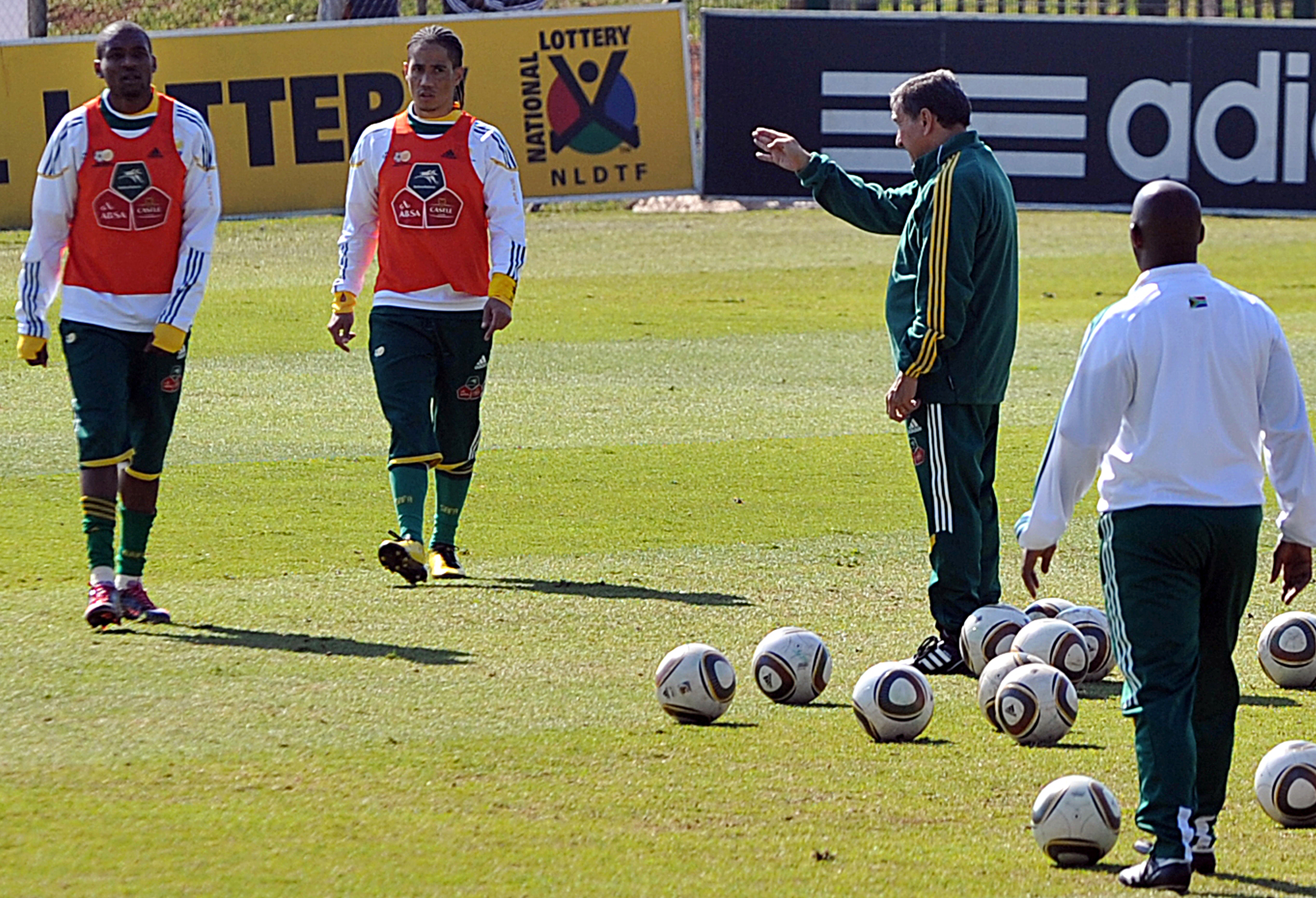
Карлос Алберто Паррейра під час тренування збірної Південно-Африканської Республіки на домашньому чемпіонаті світу. 4 червня 2010 року

2007 року бразильський тренер очолив збірну Південно-Африканської Республіки, яку тренував з перервою (під час якої тренував «Флуміненсе») до 2010 року. Саме ця африканська країна приймала чемпіонат світу 2010 року, тому підопічні Паррейри автоматично потрапили в число учасників фінального турніру. На стадії групового турніру південноафриканці зіграли внічию з мексиканцями, а в другому матчі програли збірній Уругваю. Незважаючи на перемогу в заключному матчі групового турніру на збірною Франції, збірна ПАР не змогла вийти з групи, посівши третє місце. Примітно, що африканська команда лише за різницею забитих та пропущених голів пропустила вперед збірну Мексики, яка також набрала чотири очки.
|                           | Я отримав неймовірну підтримку вболівальників з усієї країни. Я назавжди запам'ятаю цей час. Тут я провів 18 місяців, але, на жаль, маю піти за сімейними обставинами. Люди вірили в мене і повернули в минулому році. Я завжди буду їм вдячний за це, оскільки мені вдалося увійти в історію як першому тренеру, який відпрацював на шести чемпіонатах світу. Це для мене хвилини гордості |
| — Карлос Алберто Паррейра | |

### Технічний директор збірної Бразилії
22 грудня 2010 року Паррейра оголосив про завершення своєї тренерської кар'єри. Майже два роки по тому, 28 листопада 2012 року, новим тренером збірної Бразилії став Луїс Феліпе Сколарі, який запросив Паррейру на посаду технічного директора. За час роботи Карлоса Алберто у структурі «пентакампеоне», бразильці виграли домашній Кубок конфедерацій 2013 року та дійшли до півфіналу домашнього чемпіонату світу 2014 року. Проте після розгромних поразок 1:7 від Німеччини та 0:3 від Нідерландів Сколарі був звільнений, а разом з ним покинув свою посаду і Паррейра.

## Титули і досягнення
| - Чемпіон світу (1): Бразилія: 1994 - Володар Кубка конфедерацій (1): Бразилія: 2005 - Володар Кубка Америки (1): Бразилія: 2004 - Срібний призер Кубка Америки (1): Бразилія: 1983 - Володар Кубка Азії (2): Кувейт: 1980 Саудівська Аравія: 1988 - Срібний призер Кубка африканських націй (1): Гана: 1968 - Переможець Кубка націй Перської затоки (1): Кувейт: 1982 | - Чемпіон Бразилії (1): «Флуміненсе»: 1984 - Чемпіон Туреччини (1): «Фенербахче»: 1995-96 - Володар Кубка Бразилії (1): «Корінтіанс»: 2002 - Переможець Ліги Пауліста (1): «Корінтіанс»: 2003 - Переможець Ліги Каріока (1): «Флуміненсе»: 1975 |